# Облой
Обло́й (от слова «облить») — излишки материала, остающиеся на детали после обработки. Облой вокруг отливки (в том числе при формовании пластмасс) в пресс-формах возникает по линии разъёма литейной формы или пресс-формы из-за небольшого раскрытия формы при заполнении её жидким металлом или термопластичным полимером. В последующей технологической операции облой удаляется механической обработкой, например, у металлических отливок обрубается во время очистки отливки.
Современные литейные формы и пресс-формы проектируются так, чтобы свести к минимуму образование облоя.
Облой вокруг штамповки образуется вследствие выдавливания избыточного металла из открытых штампов (срезается на обрезных прессах или удаляется обработкой абразивным инструментом).
Облоем при сварке называется материал, который выходит из сварного соединения и накапливается вокруг шва.
Причины появления избыточного облоя:
- дефекты и загрязнения поверхностей смыкания пресс-формы;
- давление в пресс-форме превышает усилия замыкания в процессе дожимания и выдержки;
- низкая вязкость расплава материала из-за выхода за пределы рекомендуемого производителем материала диапазона температур;
- смещение элементов пресс-формы в процессе заполнения;
- недостаточный отвод газов.